# 愛知日産自動車
愛知日産自動車株式会社（あいちにっさんじどうしゃ）は、愛知県名古屋市熱田区桜田町に本社を置く、日産自動車の販売会社である。

## 沿革
- 1946年（昭和21年） - 愛知日産自動車創業。
- 1994年（平成6年） - 名古屋日産モーターと合併し、「愛知名古屋日産自動車株式会社」に商号変更。
- 1996年（平成8年） - 商号を再び「愛知日産自動車株式会社」に変更。

## 愛知県内の他日産車販売店
- 三河日産自動車
- 東愛知日産自動車
- 日産プリンス名古屋販売

## 主な店舗

### 新車
- 熱田店/本社
  - 名古屋市熱田区桜田町20-34
- 中央店/ルノー名古屋中央
  - 名古屋市中区千代田五丁目2番3号
- 辻本通店
  - 名古屋市北区辻本通2-28
- 昭和店
  - 名古屋市昭和区花見通3-3
- 茶屋が坂店
  - 名古屋市千種区茶屋が坂2-7-16
- 野並店
  - 名古屋市天白区野並4-87
- 鳴子店
  - 名古屋市天白区野並3-583
- 昭和橋店
  - 名古屋市中川区十一番町1丁目19番
- 中島店
  - 名古屋市中川区西中島2-123
- 岩塚店
  - 名古屋市中村区岩塚本通2-13
- 上更通店
  - 名古屋市西区名西1-14-3
- 小田井店
  - 名古屋市西区中小田井三丁目2番地
- 滝ノ水店
  - 名古屋市緑区篭山2-1313
- 大高店
  - 名古屋市緑区大高町字杁前8
- 港店
  - 名古屋市港区名四町73
- 鳴尾店 
  - 名古屋市南区上浜町297
- アプリーテ星ヶ丘
  - 名古屋市名東区高社1-93
- 松川橋店
  - 名古屋市守山区川北町170
- 守山千代田店
  - 名古屋市守山区野萩町1-60
- 苅安賀店
  - 一宮市観音寺1-19-7
- 松降店
  - 一宮市松降通7-30-1
- 今伊勢店
  - 一宮市今伊勢町本神戸字高野池29
- 稲沢店
  - 稲沢市稲沢町下田45-1
- 尾張旭店
  - 尾張旭市晴丘町東33-12
- 味美店
  - 春日井市西本町2-7-1
- 春日井インター店
  - 春日井市十三塚町1-1
- 上奈良店
  - 江南市上奈良町錦55-6
- 古知野店
  - 江南市古知野町塔塚110
- 小牧店
  - 小牧市大字小牧原新田字定右之門前381-1
- 瀬戸店
  - 瀬戸市川西町2-118
- 神守店
  - 津島市神守町字八反田3
- 津島東店
  - 津島市莪原町字河原135-1
- 富木島店
  - 東海市富木島町伏見2-6-6
- 東海店
  - 東海市富木島町北広75
- 常滑店
  - 常滑市原松町2-64
- 豊明店
  - 豊明市新田町子持松11-1
- 日進竹の山店
  - 日進市竹の山3-701
- 半田店
  - 半田市岩滑北浜町70-1
- 蟹江店
  - 海部郡蟹江町源氏3-211
- 西春店
  - 北名古屋市九ノ坪字竹田128
- 犬山店
  - 丹羽郡大口町中小口4-11

### 中古車
- 城北センター
  - 北区辻本通4-22
- 中川センター
  - 中川区荒中町234
- 滝ノ水センター
  - 緑区篭山2-1305
- 名東センター
  - 名東区松井町281
- 一宮センター
  - 一宮市富士4-3-31
- 稲沢センター
  - 稲沢市稲沢町前田213-1
- 春日井センター
  - 春日井市梅ヶ坪102-1
- カーパレス小牧センター
  - 小牧市大字村中字向田568-1
- 津島センター
  - 津島市神守町六反田25
- 半田センター
  - 半田市岩滑北浜町70-1

## 関連事項
- 高井保弘 - 元プロ野球選手。社会人時代は旧名古屋日産モーターに所属。